# 先備聖体礼儀 (チェスノコフ)

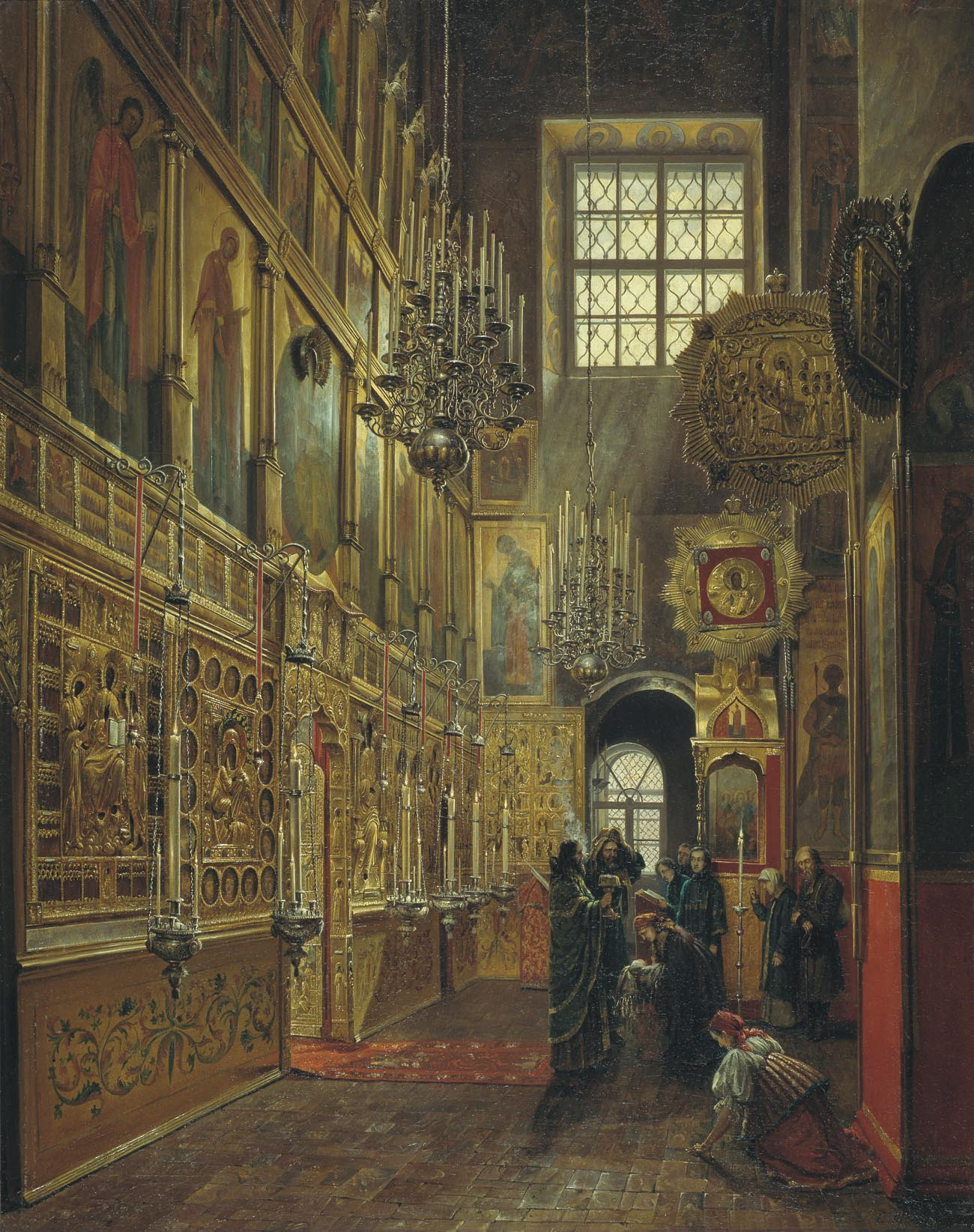
イコノスタシス前での奉神礼の光景（『モスクワ・クレムリン内のチュードフ修道院内の聖アレクシイ聖堂』画：Stepan Shukhvostov、ロシア、1866年）

『先備聖体礼儀』作品24（せんびせいたいれいぎ、ロシア語: Литургия преждеосвященных даров）はロシアの作曲家、パーヴェル・チェスノコフが作曲した正教会の奉神礼音楽・聖歌。問答者聖グリゴリイが編纂した先備聖体礼儀に曲づけを行った、無伴奏声楽による聖歌である。実際の奉神礼で用いられる事は殆ど無いが、ソビエト連邦の崩壊後には演奏・録音が行われるようになった。
歌唱は教会スラヴ語による。

## 構成
以下の聖歌（数え方・区切り方は演奏者によって異なる場合がある）により構成される。実際の先備聖体礼儀に用いられる聖歌全てに作曲が行われている訳では無く、作曲されていない部分については伝統的旋律、もしくは他の作曲家が作曲したものを用いて適宜補われる。
無伴奏で歌われる。伴奏楽器を用いないのは、奉神礼の聖歌においては人声以外の楽器を使用しないという正教会の伝統による。
本作品は男声で歌われる事もあれば混声で歌われる事もある。
正教会聖歌は西方教会の教会音楽と同様に、歌詞の始まりを以てその歌・部分の呼称とする事が多い。しかし、語順の異なる言語である、教会スラヴ語祈祷文冒頭と日本語祈祷文冒頭とは一致しない事が多く、以下に挙げた日本語のタイトルと教会スラヴ語のタイトルも、それぞれがそのまま逐語的に対応する訳とはなっていない。
本作品の中で最も有名な箇所は「願わくは我が祈りは香炉の香りの如く」であり、この部分単独でCDなどに録音される事も多い。ソリスト（男声の場合と女声の場合とがある）と合唱とが交互に歌う。これは実際の先備聖体礼儀中の晩課での同箇所における、誦経者と詠隊が掛け合って歌う奉神礼の形式に則ったものである。
1. 「光榮は父と子と聖神に帰す」「主よ、爾の国に来らん時、我等を想い給え」：Слава Отцу и Благочестивейшаго, Во царствии Твоем
2. 「叡智」「常に福にして（つねにさいわいにして）」：Достойно есть
3. 主、憐れめよ：Господи помилуй
4. 大聯禱：Великая Ектения
5. アリルイヤ：Аллилуйя
6. 小聯禱：Малая ектения
7. 「聖にして福たる」：Свете тихий
8. ポロキメン（第四調）：Прокимен
9. 「願わくは我が祈りは香炉の香りの如く」：Да исправится молитва моя
10. 重聯禱：Сугубая Ектения
11. 「光照に備うる者の聯禱」：Ектения об оглашенных
12. 「今、天軍は見えずして」：Ныне Силы Небесныя
13. 増聯禱：Просительная ектения
14. 天主経、「聖なるは唯一人」：Отче наш... 、Един Свят...
15. 「味わえよ、主の如何に仁慈なるを見ん」：Вкусите и видите, яко благ Господь.
16. 終結部